# Hệ thống cấp bậc Công an nhân dân Việt Nam

Công an hiệu

Cấp bậc hàm Công an nhân dân Việt Nam là một hệ thống cấp bậc được áp dụng trong lực lượng Công an nhân dân Việt Nam, một trong những lực lượng vũ trang chính quy của nước Cộng hòa Xã hội chủ nghĩa Việt Nam.
Cấp bậc hàm Công an nhân dân Việt Nam được thiết kế tương đối giống với kiểu quân hàm của Hồng quân Liên Xô, với nền đỏ, vạch và sao. Trong đó các chức danh tên gọi của từng quân hàm giống với Quân hàm Quân đội Nhân dân Việt Nam. Trong đó cấp Đại tướng là cấp bậc cao nhất và cấp Binh nhì (Chiến sĩ bậc 2) là thấp nhất.

## Lịch sử hình thành
Hệ thống cấp bậc Công an nhân dân Việt Nam lần đầu tiên được quy định bởi Nghị định 331/TTG ngày 1 tháng 9 năm 1959, quy định hệ thống cấp bậc Công an nhân dân Vũ trang (nay là Bộ đội Biên phòng Việt Nam). Hệ thống này tương tự như hệ thống quân hàm Quân đội nhân dân Việt Nam nhưng có cấp hiệu nền xanh lục và vạch vàng tương tự như cấp hiệu quân hàm Hồng quân Liên Xô. Cấp bậc cao nhất là Đại tướng.
Ba năm sau, Pháp lệnh 34/LCT ngày 20 tháng 7 năm 1962 quy định thêm hệ thống cấp bậc Cảnh sát nhân dân. Nghị định số 113/CP ngày 10 tháng 10 năm 1962 quy định Cấp hiệu của Cảnh sát nhân dân có nền đỏ, viền xanh. Cấp bậc cao nhất của Cảnh sát nhân dân là Trung tướng.
Mặc dù 2 cấp bậc cao nhất của Công an nhân dân bấy giờ là Đại tướng và Thượng tướng, nhưng trong suốt một thời gian dài, cấp bậc thực tế cao nhất của Công an nhân dân là Trung tướng (ngạch Công an nhân dân Vũ trang và Cảnh sát nhân dân). Đến năm 1987, Pháp lệnh về lực lượng An ninh nhân dân Việt Nam ngày 2 tháng 11 năm 1987, quy định hệ thống cấp bậc An ninh nhân dân với cấp bậc cao nhất là Đại tướng, nhưng không có bậc Thượng tá. Cấp hiệu của An ninh nhân dân có nền xanh úa, viền đỏ và vạch xanh (cấp tướng viền đỏ, nền vàng). Năm 1989, Pháp lệnh về lực lượng Cảnh sát nhân dân Việt Nam ngày 28 tháng 1 năm 1989 quy định lại hệ thống cấp bậc Cảnh sát nhân dân tương tự như hệ thống cấp bậc An ninh nhân dân (tức là cũng cao nhất là Đại tướng và không có bậc Thượng tá).. Cũng trong năm 1989, Bộ trưởng Bộ Nội vụ Mai Chí Thọ mới thụ phong cấp bậc Đại tướng (ngành An ninh nhân dân) và 2 Thứ trưởng Cao Đăng Chiếm và Lâm Văn Thê cùng thụ phong cấp bậc Thượng tướng (đều là ngành An ninh nhân dân).
Theo nghị định 135-HĐBT của Hội đồng Bộ trưởng ngày 27 tháng 8 năm 1988, cấp hiệu của sĩ quan, hạ sĩ quan, chiến sĩ và học viên an ninh nhân dân Việt Nam được quy định như sau:
I. Cấp hiệu an ninh nhân dân cài trên vai áo:
1. Cấp hiệu của sĩ quan:
- Cấp hiệu của cấp tướng sao màu bạc, cúc hình quốc huy nổi màu vàng, nền màu vàng, dệt nổi, lóng dọc hình chữ nhật, có đường viền 3 phía màu đỏ (tương tự như quân hàm cấp tướng của Quân đội nhân dân Việt Nam).
- Cấp hiệu của cấp tá sao màu bạc, cúc hình Công an hiệu nổi, nền màu cỏ úa, dệt nổi, lóng dọc hình chữ nhật, đường viền 3 phía màu đỏ, có hai đường vạch màu xanh sẫm chạy dọc trên nền cấp hiệu.
- Cấp hiệu của cấp úy sao màu bạc, cúc hình Công an hiệu nổi, nền màu cỏ úa, dệt nổi, lóng dọc hình chữ nhật, đường viền 3 phía màu đỏ, có một đường vạch màu xanh sẫm chạy dọc trên nền cấp hiệu.
Trên cấp hiệu của sĩ quan an ninh có đính sao màu bạc. Sao của cấp tá nhỏ hơn sao của cấp tướng và to hơn sao của cấp úy. Sao của cấp tướng xếp dọc, sao của cấp tá, cấp úy xếp ngang phía cuối trên nền của cấp hiệu. Riêng đại tá 2 sao xếp ngang, 2 sao xếp dọc, đại uý 2 sao xếp ngang, 2 sao xếp dọc.
- Thiếu úy, thiếu tá, thiếu tướng 1 sao
- Trung úy, trung tá, trung tướng 2 sao
- Thượng úy, thượng tá, thượng tướng 3 sao
- Đại úy, đại tá, đại tướng 4 sao.
2. Cấp hiệu của hạ sĩ quan, chiến sĩ:
Nền cấp hiệu của hạ sĩ quan, chiến sĩ như cấp hiệu của cấp úy nhưng trên nền cấp hiệu có vạch ngang hoặc hình chữ V mầu xanh sẫm.
- Chiến sĩ bậc II: 1 chữ V
- Chiến sĩ bậc I: 2 chữ V
- Hạ sĩ: 1 vạch ngang
- Trung sĩ: 2 vạch ngang
- Thượng sĩ: 3 vạch ngang.
3. Cấp hiệu của học viên:
a) Học viên là sĩ quan thì sử dụng cấp hiệu của sĩ quan an ninh như khi đang công tác.
b) Cấp hiệu của học viên chưa phải là sĩ quan nền giống nền cấp hiệu của sĩ quan nhưng không có sao và vạch, cúc hình Công an hiệu nổi màu bạc.
- Cấp hiệu của học sinh các trường đại học, cao đẳng có đường viền 3 phía màu đỏ.
- Cấp hiệu học viên các trường trung cấp, sơ cấp không có đường viền 3 phía màu đỏ.
4. Phù hiệu của An ninh nhân dân Việt Nam nền màu cỏ úa nhạt, ở giữa có hình an ninh hiệu. Phù hiệu của cấp tướng có đường viền ba bên màu vàng chói.
Năm 1992, 2 Pháp lệnh sửa đổi lại khôi phục cấp bậc Thượng tá đối với hệ thống cấp bậc của An ninh nhân dân và Cảnh sát nhân dân. Lúc này đại tá 4 sao thay vì 3 sao như trước năm 1992.
Năm 1995, lực lượng Bộ đội Biên phòng chuyển hẳn sang Bộ Quốc phòng, hệ thống cấp bậc Công an chỉ còn 2 ngành An ninh nhân dân và Cảnh sát nhân dân với 2 hệ thống cấp hiệu riêng biệt:
- Cấp hiệu của An ninh nhân dân có nền xanh úa, viền đỏ và vạch xanh lục (cấp tướng viền đỏ, nền vàng).
- Cấp hiệu của Cảnh sát nhân dân có nền đỏ, viền xanh lục và vạch vàng

II. Cấp hiệu cảnh sát nhân dân cài trên vai áo:
1. Cấp hiệu của sĩ quan:
Cấp hiệu của cấp tướng sao màu vàng, cúc hình quốc huy nổi màu vàng, nền màu đỏ, dệt nổi, lóng dọc hình chữ nhật, đường viền 3 phía màu xanh lá.
Cấp hiệu của cấp tá sao màu bạc, cúc hình Công an hiệu nổi, nền màu đỏ, dệt nổi, lóng dọc hình chữ nhật, đường viền 3 phía màu xanh lá, có hai đường vạch màu vàng chạy dọc trên nền cấp hiệu.
Cấp hiệu của cấp úy sao màu bạc, cúc hình Công an hiệu nổi, nền màu đỏ, dệt nổi, lóng dọc hình chữ nhật, đường viền 3 phía màu xanh lá, có một đường vạch màu vàng chạy dọc trên nền cấp hiệu.
Trên cấp hiệu của sĩ quan cảnh sát có đính sao màu bạc. Sao của cấp tá nhỏ hơn sao của cấp tướng và to hơn sao của cấp úy. Sao của cấp tướng, cấp tá, cấp úy xếp dọc trên nền của cấp hiệu.
- Thiếu úy, thiếu tá, thiếu tướng: 1 sao
- Trung úy, trung tá, trung tướng: 2 sao
- Thượng úy, thượng tá, thượng tướng: 3 sao
- Đại úy, đại tá, đại tướng: 4 sao.
2. Cấp hiệu của hạ sĩ quan, chiến sĩ:
Nền cấp hiệu của hạ sĩ quan, chiến sĩ như cấp hiệu của cấp úy nhưng trên nền cấp hiệu có vạch ngang hoặc hình chữ V màu vàng.
- Chiến sĩ bậc II 1 chữ V
- Chiến sĩ bậc I 2 chữ V
- Hạ sĩ 1 vạch ngang
- Trung sĩ 2 vạch ngang
- Thượng sĩ 3 vạch ngang.
3. Cấp hiệu của học viên:
a) Học viên là sĩ quan thì sử dụng cấp hiệu của sĩ quan cảnh sát như khi đang công tác.
b) Cấp hiệu của học viên chưa phải là sĩ quan nền giống nền cấp hiệu của sĩ quan nhưng không có sao và vạch, cúc hình Công an hiệu nổi màu bạc.
- Cấp hiệu của học viên các trường đại học, cao đẳng có đường viền 3 phía màu xanh lá.
- Cấp hiệu học viên các trường trung cấp, sơ cấp không có đường viền 3 phía màu xanh lá.
4. Phù hiệu của An ninh nhân dân Việt Nam nền màu đỏ, ở giữa có hình cảnh sát hiệu. Phù hiệu của cấp tướng có đường viền ba bên màu vàng chói.
Năm 1992, 2 Pháp lệnh sửa đổi lại khôi phục cấp bậc Thượng tá đối với hệ thống cấp bậc của An ninh nhân dân và Cảnh sát nhân dân. Lúc này đại tá 4 sao thay vì 3 sao như trước năm 1992.
Năm 1995, lực lượng Công an Nhân dân Vũ trang chuyển hẳn sang Bộ Quốc phòng, lấy tên là Bộ đội Biên phòng Việt Nam. Như vậy, hệ thống cấp bậc Công an chỉ còn 2 ngành An ninh nhân dân và Cảnh sát nhân dân với 2 hệ thống cấp hiệu riêng biệt:
- Cấp hiệu của An ninh nhân dân có nền xanh úa, viền đỏ và vạch xanh lục (cấp tướng viền đỏ, nền vàng).
- Cấp hiệu của Cảnh sát nhân dân có nền đỏ, viền xanh lục và vạch vàng.

Năm 1998, 2 ngạch An ninh nhân dân và Cảnh sát nhân dân sử dụng thống nhất một hệ thống cấp hiệu như ngày nay (nền đỏ, viền xanh lục, vạch vàng, riêng cấp tướng nền đỏ, viền vàng; sĩ quan kỹ thuật nền đỏ, viền xanh lục, vạch xanh lam). Trên cấp hiệu của sĩ quan công an có đính sao màu bạc đối với cấp úy và sao màu vàng đối với cấp tá và cấp tướng. Sao của cấp tướng xếp dọc, sao của cấp tá, cấp úy xếp ngang phía cuối trên nền của cấp hiệu. Đại tá, đại úy 2 sao xếp ngang, 2 sao xếp dọc; thượng tá, thượng úy 2 sao xếp ngang, 1 sao xếp dọc; trung tá, trung úy 2 sao xếp ngang.
Cấp hiệu công an nhân dân cài trên vai áo:
1. Cấp hiệu của sĩ quan.
Cấp hiệu của cấp tướng sao màu vàng, cúc hình quốc huy nổi màu vàng, nền màu đỏ, dệt nổi, lóng dọc hình chữ nhật, đường viền 3 phía màu vàng.
Cấp hiệu của cấp tá sao màu vàng, cúc hình Công an hiệu nổi, nền màu đỏ, dệt nổi, lóng dọc hình chữ nhật, đường viền 3 phía màu xanh lá, có hai đường vạch màu vàng chạy dọc trên nền cấp hiệu.
Cấp hiệu của cấp úy sao màu bạc, cúc hình Công an hiệu nổi, nền màu đỏ, dệt nổi, lóng dọc hình chữ nhật, đường viền 3 phía màu xanh lá, có một đường vạch màu vàng chạy dọc trên nền cấp hiệu.
Trên cấp hiệu của sĩ quan có đính sao màu bạc. Sao của cấp tướng xếp dọc, sao của cấp tá, cấp úy xếp ngang phía cuối trên nền của cấp hiệu.
- Thiếu úy, thiếu tá, thiếu tướng 1 sao
- Trung úy, trung tá, trung tướng 2 sao
- Thượng úy, thượng tá, thượng tướng 3 sao
- Đại uý, đại tá, đại tướng 4 sao
2. Cấp hiệu của hạ sĩ quan, chiến sĩ.
Nền cấp hiệu của hạ sĩ quan, chiến sĩ như cấp hiệu của cấp úy nhưng trên nền cấp hiệu có vạch ngang hoặc hình chữ V màu vàng.
- Chiến sĩ bậc II 1 chữ V
- Chiến sĩ bậc I 2 chữ V
- Hạ sĩ 1 vạch ngang
- Trung sĩ 2 vạch ngang
- Thượng sĩ 3 vạch ngang.
3. Cấp hiệu của học viên.
- Học viên là sĩ quan thì sử dụng cấp hiệu của sĩ quan công an như khi đang công tác.
- Cấp hiệu của học viên chưa phải là sĩ quan nền giống nền cấp hiệu của sĩ quan nhưng không có sao và vạch, cúc hình Công an hiệu nổi màu bạc.
- Cấp hiệu của học viên các trường đại học, cao đẳng có đường viền 3 phía màu xanh lá.
- Cấp hiệu học viên các trường trung cấp, sơ cấp không có đường viền 3 phía màu xanh lá.
4. Phù hiệu của học viên, hạ sĩ quan và binh sĩ công an nhân dân Việt Nam hình bình hành nền màu đỏ, ở giữa có hình công an hiệu. Phù hiệu sĩ quan cấp úy cành tùng bạc, cấp tá cành tùng vàng, cấp tướng cành tùng vàng có đính sao.
Năm 2016, sau khi ra mắt mẫu trang phục CAND mới, thống nhất cấp bậc từ thiếu úy đến đại úy là sao màu vàng thay vì sao màu bạc.
Cấp hiệu công an nhân dân đeo trên vai áo:
1. Cấp hiệu của sĩ quan.
Cấp hiệu của cấp tướng sao màu vàng, cúc hình quốc huy nổi màu vàng, nền màu đỏ, dệt nổi, lóng dọc hình chữ nhật, đường viền 3 phía màu vàng.
Cấp hiệu của cấp tá sao màu vàng, cúc hình Công an hiệu nổi, nền mầu đỏ, dệt nổi, lóng dọc hình chữ nhật, đường viền 3 phía mầu xanh lá, có hai đường vạch màu vàng chạy dọc trên nền cấp hiệu.
Cấp hiệu của cấp úy sao màu vàng, cúc hình Công an hiệu nổi, nền mầu đỏ, dệt nổi, lóng dọc hình chữ nhật, đường viền 3 phía mầu xanh lá, có một đường vạch màu vàng chạy dọc trên nền cấp hiệu.
Trên cấp hiệu của sĩ quan an ninh có đính sao mầu vàng. Sao của cấp tướng xếp dọc, sao của cấp tá, cấp úy xếp ngang phía cuối trên nền của cấp hiệu.
- Thiếu úy, thiếu tá, thiếu tướng 1 sao
- Trung úy, trung tá, trung tướng 2 sao
- Thượng úy, thượng tá, thượng tướng 3 sao
- Đại úy, đại tá, đại tướng 4 sao.
2. Cấp hiệu của hạ sĩ quan, chiến sĩ.
Nền cấp hiệu của hạ sĩ quan, chiến sĩ như cấp hiệu của cấp úy nhưng trên nền cấp hiệu có vạch ngang hoặc hình chữ V màu vàng.
- Chiến sĩ bậc II 1 chữ V
- Chiến sĩ bậc I 2 chữ V
- Hạ sĩ 1 vạch ngang
- Trung sĩ 2 vạch ngang
- Thượng sĩ 3 vạch ngang.
3. Cấp hiệu của học viên.
a) Học viên là sĩ quan thì sử dụng cấp hiệu của sĩ quan công an như khi đang công tác.
b) Cấp hiệu của học viên chưa phải là sĩ quan nền giống nền cấp hiệu của sĩ quan nhưng không có sao và vạch, cúc hình Công an hiệu nổi mầu bạc.
- Cấp hiệu của học viên các trường đại học, cao đẳng có đường viền 3 phía mầu xanh lá.
- Cấp hiệu học viên các trường trung cấp, sơ cấp không có đường viền 3 phía mầu xanh lá.
4. Phù hiệu sĩ quan, học viên, hạ sĩ quan và binh sĩ công an nhân dân Việt Nam hình bình hành nền mầu đỏ, ở giữa là công an hiệu đường kính 18mm, riêng phù hiệu của cấp tướng có đường viền 3 bên màu vàng chói. Cành tùng phù hiệu chỉ xuất hiện trong lễ phục của Công an Nhân dân Việt Nam.

## Phân loại

### Phân loại sĩ quan, hạ sĩ quan, chiến sĩ Công an nhân dân
1. Phân loại theo lực lượng:
a) Sĩ quan, hạ sĩ quan, chiến sĩ An ninh nhân dân;
b) Sĩ quan, hạ sĩ quan, chiến sĩ Cảnh sát nhân dân.
2. Phân loại theo tính chất hoạt động:
a) Sĩ quan, hạ sĩ quan nghiệp vụ;
b) Sĩ quan, hạ sĩ quan chuyên môn kỹ thuật;
c) Hạ sĩ quan, chiến sĩ phục vụ có thời hạn.

### Hệ thống cấp bậc hàm sĩ quan, hạ sĩ quan, chiến sĩ Công an nhân dân
1) Chiến sĩ có 2 bậc: Chiến sĩ bậc 2; Chiến sĩ bậc 1.
2) Hạ sĩ quan có 3 bậc: Hạ sĩ; Trung sĩ; Thượng sĩ.
3) Sĩ quan có 12 bậc:
- Sĩ quan cấp Úy

Thiếu úy; Trung úy; Thượng úy; Đại úy;
- Sĩ quan cấp Tá

Thiếu tá; Trung tá; Thượng tá; Đại tá;
- Tướng lĩnh

Thiếu tướng; Trung tướng; Thượng tướng; Đại tướng.

## Hệ thống cấp hàm Công an nhân dân Việt Nam

### Sĩ quan
| Cấp                | Cấp Tướng            | Cấp Tướng            | Cấp Tướng            | Cấp Tướng            | Cấp Tá               | Cấp Tá    | Cấp Tá   | Cấp Tá   | Cấp Úy | Cấp Úy    | Cấp Úy   | Cấp Úy   |
| Bậc                | Đại tướng            | Thượng tướng         | Trung tướng          | Thiếu tướng          | Đại tá               | Thượng tá | Trung tá | Thiếu tá | Đại úy | Thượng úy | Trung úy | Thiếu úy |
| ------------------ | -------------------- | -------------------- | -------------------- | -------------------- | -------------------- | --------- | -------- | -------- | ------ | --------- | -------- | -------- |
| Cấp hiệu nghiệp vụ |                      |                      |                      |                      |                      |           |          |          |        |           |          |          |
| Cấp hiệu kỹ thuật  | Không có tương đương | Không có tương đương | Không có tương đương | Không có tương đương | Không có tương đương |           |          |          |        |           |          |          |

### Hạ sĩ quan, chiến sĩ và học viên
| Cấp                | Hạ sĩ quan | Hạ sĩ quan | Hạ sĩ quan | Chiến sĩ             | Chiến sĩ             | Học viên                    | Học viên                    |
| Bậc                | Thượng sĩ  | Trung sĩ   | Hạ sĩ      | Chiến sĩ bậc 1       | Chiến sĩ bậc 2       | Học viên đại học - cao đẳng | Học viên trung cấp - sơ cấp |
| ------------------ | ---------- | ---------- | ---------- | -------------------- | -------------------- | --------------------------- | --------------------------- |
| Cấp hiệu nghiệp vụ |            |            |            |                      |                      |                             |                             |
| Cấp hiệu kỹ thuật  |            |            |            | Không có tương đương | Không có tương đương | Không có tương đương        | Không có tương đương        |

## Thời gian phục vụ
1. Tuổi phục vụ cao nhất của sĩ quan Công an nhân dân được quy định như sau:
Cấp úy: 53;
Thiếu tá, Trung tá: nam 55, nữ 53;
Thượng tá: nam 58, nữ 55;
Đại tá, cấp Tướng: nam 60, nữ 55.
2. Trong trường hợp đơn vị Công an nhân dân có nhu cầu, sĩ quan có đủ phẩm chất, giỏi về chuyên môn, nghiệp vụ, sức khoẻ tốt và tự nguyện thì có thể được kéo dài tuổi phục vụ quy định tại khoản 1 Điều này không quá 5 năm. Thời hạn kéo dài tuổi phục vụ cụ thể do Chính phủ quy định.
3. Thời gian phục vụ của hạ sĩ quan, chiến sĩ thực hiện nghĩa vụ tham gia Công an nhân dân là 24 tháng.